# 紫竹西通

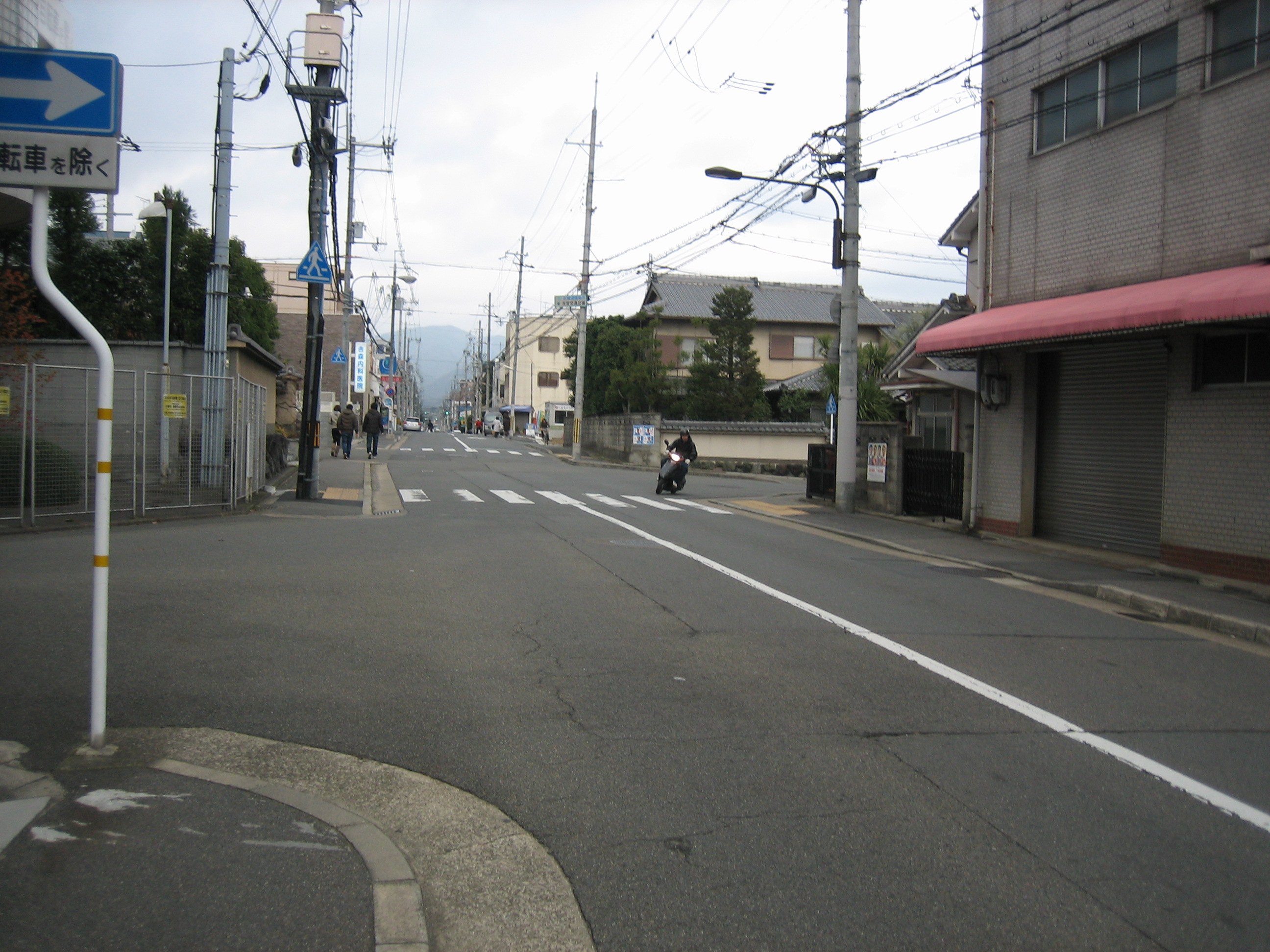
紫竹西通　大宮開町から撮影

紫竹西通（しちくにしどおり）は、京都市北区を通る南北の通りの一つである。

## 概要
北は西賀茂角社町（にしがもすみやしろちょう）地内を、南は紫野泉堂町（むらさきのせんどうちょう）交差点をそれぞれ起終点とする。北限では分岐しており、北に延びる狭路を進めば北西方向に曲がって正伝寺へ、道なりに東方向へ進めば神光院門前を経て加茂街道に至る。

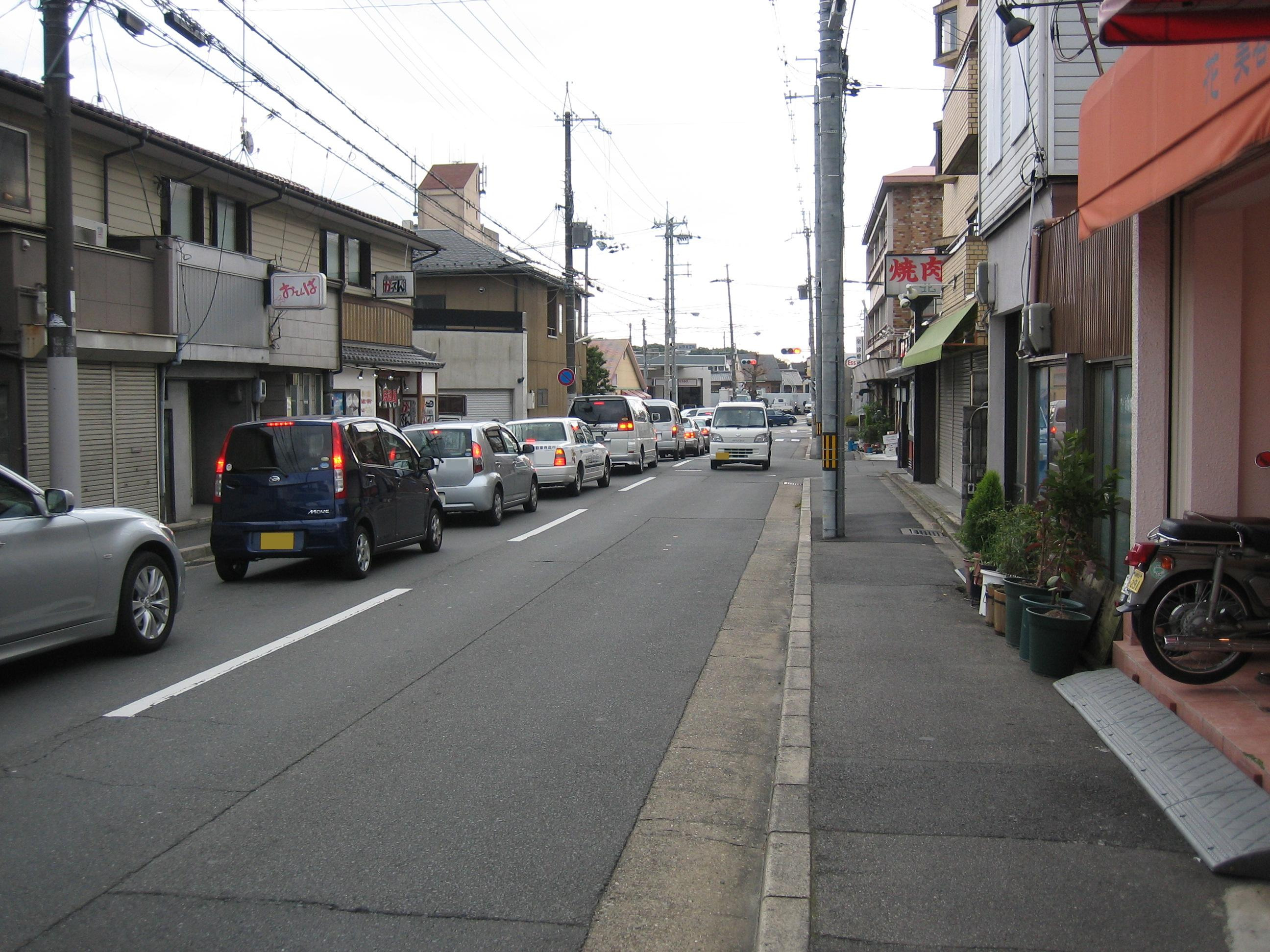
紫野泉堂町を先頭に渋滞する紫竹西通

住宅地を縦断する路線であるが、御薗橋通以北では昔ながらの田園風景が残っている。北端では東海自然歩道と重なり、ハイカーの姿も見られる。
全線を通じて片側1車線ある。大宮、紫竹地区を南北に貫いているうえ、昭和後期以降に住宅開発が進む大宮薬師山地区および玄琢地区住民のための重要な生活道路でもあるため、終日にわたって交通量が多い。特に北山通に合流する南端の紫野泉堂町交差点への南行車線は常時混雑している。
御薗橋通との交差点以南および玄琢下交差点以南では、それぞれ京都市営バスから、市内中心部へ向かうバス路線が設定されている。

## 名前の由来
かつての大宮郷の一村であり、大徳寺の北東に位置する紫竹地域の西側を縦断していることから名付けられた。
1909年（明治42年）の地形図に「玄琢」「薬師山」「開」などの地名表記が見られ、特に現在の玄琢南交差点以北では、紫竹西通の一筋西を南北に延びる小路が、すでに描かれていることが分かる。しかし、紫竹西通自体は、並行する船岡東通や北山通などと同様に、1960年（昭和35年）以降の土地区画整理事業に基づいて造成された、比較的歴史の浅い道路である。

## 沿線の主な施設
- 神光院
- 西方寺
- 大将軍神社
- 御薗橋801商店街
- 薬師山病院
- 浄心院
- 一様院
- 御土居 （北区大宮土居町）
- 招善寺

## 交差する道路など
- 御薗橋通
- 玄以通
- 北山通